# Лейк-Елсінор (Каліфорнія)
Лейк-Елсінор (англ. Lake Elsinore) — місто (англ. city) в США, в окрузі Ріверсайд штату Каліфорнія. Населення — 70 265 осіб (2020).

## Географія
Лейк-Елсінор розташований за координатами 33°40′58″ пн. ш. 117°19′54″ зх. д. / 33.68278° пн. ш. 117.33167° зх. д. (33.682869, -117.331579).  За даними Бюро перепису населення США в 2010 році місто мало площу 107,97 км², з яких 93,78 км² — суходіл та 14,19 км² — водойми.

### Клімат
| Клімат : Лейк-Елсінор   | Клімат : Лейк-Елсінор | Клімат : Лейк-Елсінор | Клімат : Лейк-Елсінор | Клімат : Лейк-Елсінор | Клімат : Лейк-Елсінор | Клімат : Лейк-Елсінор | Клімат : Лейк-Елсінор | Клімат : Лейк-Елсінор | Клімат : Лейк-Елсінор | Клімат : Лейк-Елсінор | Клімат : Лейк-Елсінор | Клімат : Лейк-Елсінор | Клімат : Лейк-Елсінор |
| Показник                | Січ.                  | Лют.                  | Бер.                  | Квіт.                 | Трав.                 | Черв.                 | Лип.                  | Серп.                 | Вер.                  | Жовт.                 | Лист.                 | Груд.                 | Рік                   |
| Абсолютний максимум, °C | 32,8                  | 35,0                  | 39,4                  | 42,8                  | 42,8                  | 45,6                  | 47,2                  | 47,8                  | 45,6                  | 43,3                  | 36,7                  | 32,2                  | 47,8                  |
| Середній максимум, °C   | 18,6                  | 19,7                  | 21,7                  | 24,6                  | 27,7                  | 32,5                  | 36,7                  | 36,7                  | 34,2                  | 28,7                  | 23,4                  | 19,4                  | 27,0                  |
| Середній мінімум, °C    | 2,4                   | 3,7                   | 5,1                   | 7,1                   | 9,9                   | 12,3                  | 15,2                  | 15,4                  | 13,2                  | 9,3                   | 5,1                   | 2,5                   | 8,4                   |
| Абсолютний мінімум, °C  | −9,4                  | −7,2                  | −4,4                  | −4,4                  | −0,6                  | 1,7                   | 5,0                   | 4,4                   | 0,0                   | −3,9                  | −6,7                  | −12,2                 | −12,2                 |
| Днів з дощем            | 6                     | 6                     | 5                     | 3                     | 1                     | 0                     | 0                     | 1                     | 1                     | 2                     | 3                     | 5                     | 33,0                  |
| ----------------------- | --------------------- | --------------------- | --------------------- | --------------------- | --------------------- | --------------------- | --------------------- | --------------------- | --------------------- | --------------------- | --------------------- | --------------------- | --------------------- |
| Джерело:                |                       |                       |                       |                       |                       |                       |                       |                       |                       |                       |                       |                       |                       |

## Демографія
Згідно з переписом 2010 року, у місті мешкала 51 821 особа в 14 788 домогосподарствах у складі 11 961 родини. Густота населення становила 480 осіб/км².  Було 16253 помешкання (151/км²).
Расовий склад населення:
| - 60,0 % — білих - 5,8 % — азіатів - 5,3 % — чорних або афроамериканців - 0,9 % — корінних американців - 0,3 % — вихідців з тихоокеанських островів - 21,6 % — осіб інших рас |

До двох чи більше рас належало 6,2 %. Частка іспаномовних становила 48,4 % від усіх жителів.
За віковим діапазоном населення розподілялося таким чином: 32,8 % — особи молодші 18 років, 61,5 % — особи у віці 18—64 років, 5,7 % — особи у віці 65 років та старші. Медіана віку мешканця становила 29,8 року. На 100 осіб жіночої статі у місті припадало 100,4 чоловіків;  на 100 жінок у віці від 18 років та старших — 98,5 чоловіків також старших 18 років.
Середній дохід на одне домашнє господарство  становив 72 321 долар США (медіана — 61 248), а середній дохід на одну сім'ю — 76 449 доларів (медіана — 64 220). Медіана доходів становила 48 714 долари для чоловіків та 43 961 долар для жінок. За межею бідності перебувало 14,6 % осіб, у тому числі 19,1 % дітей у віці до 18 років та 8,5 % осіб у віці 65 років та старших.
Цивільне працевлаштоване населення становило 23 589 осіб. Основні галузі зайнятості: освіта, охорона здоров'я та соціальна допомога — 17,3 %, роздрібна торгівля — 13,4 %, будівництво — 11,5 %, науковці, спеціалісти, менеджери — 10,4 %.